# Paca La Piraña
Francisca Aracil Cáceres (Almería, 1 de junio de 1962), más conocida como Paca La Piraña, es una vedette y actriz española.

## Biografía
Nació en Almería, en el Cerro de San Cristóbal, aunque a la edad de 7 años se trasladó una temporada con su familia a Alemania.
Estudió dibujo y pintura al óleo.
Tras trabajar en una ferretería, en los años 1980 se dedicó a realizar espectáculos de imitaciones musicales en pequeños locales nocturnos. Realizó el servicio militar obligatorio en la Armada, donde llegó a ser cabo timonel señalero. A principios de la década de 1990 viajó a Elda (Alicante) por motivos laborales, estableciendo su residencia permanente en Valencia, donde se dedicó al transformismo.
A finales de la década de 1990 se dio a conocer en la televisión a nivel nacional tras ser presentada al público como la mejor amiga de La Veneno, vedette lanzada a la fama tras aparecer regularmente en Esta Noche Cruzamos el Mississippi y después en La Sonrisa del Pelícano. Conoció a Cristina en un club de espectáculos en Almería llamado "Almería la Noche" donde Paca realizada espectáculos antes de la transición de Cristina.

Posteriormente volvió a Valencia, donde estuvo viviendo durante más de 15 años en su piso ubicado en el barrio de Marchalenes, hasta que finalmente regresó en 2017 a su Almería natal para cuidar de su madre.
En 2020, tras haberse retirado del ojo público por un lustro, se interpretó a sí misma en Veneno, una serie biográfica sobre la vida de su mejor amiga estrenada en Atresmedia Premium. Debido a la popularidad de la serie, sus protagonistas fueron nombradas pregoneras del Orgullo 2020 de Madrid.
Gracias a la repercusión en redes sociales de Paca, Atresplayer Premium decidió producir la miniserie Paca la Piraña, ¿dígame?, un consultorio televisivo donde La Piraña discute con humor sobre diversos temas. y en 2021 el programa de entrevistas a varios famosos llamado Paca te lleva al huerto.
Paca y Marc Giró, fueron los presentadores de Feliz Año Neox el 30 de diciembre de 2020, tomando el testigo de Edu Soto y David Fernández, quienes lo hicieron el año anterior.
En 2021 fue jueza invitada en la adaptación española del programa Drag Race durante el segundo episodio de la primera emisión, junto a la conductora Supremme de Luxe, los actores y directores Javier Calvo y Javier Ambrossi y a la diseñadora, Ana Locking.
Durante 2021, 2022 y 2023 ha estado de gira con la obra teatral El Gran Hotel de las Reinas siendo protagonista junto a Supremme Deluxe y el resto del elenco de las concursantes de Drag Race España de cada temporada de cada año.
En junio de 2023 se anuncia la tercera parte de Veneno, llamada Piraña 
que se centrará en su vida.
En 2025 empieza a trabajar para el programa Tardear de Telecinco como colaboradora asidua.
En la actualidad tiene su propio programa de podcast. Ha recibido varios premios y homenajes a lo largo de estos últimos años por su lucha por los derechos del colectivo LGBTI como por si trayectoria. Ha participado en varias galas de Drag Queens como jueza invitada o presentadora así como pregonera de varios Orgullos de celebrados en varias localidades nacionales.

## Filmografía

### Cine
| Año  | Título        | Notas        |
| ---- | ------------- | ------------ |
| 2020 | El Claroscuro | Cortometraje |

### Series de televisión
| Año  | Título           | Cadena              | Personaje      | Notas                            |
| ---- | ---------------- | ------------------- | -------------- | -------------------------------- |
| 2020 | Veneno           | Atresplayer Premium | Paca la Piraña | Elenco principal; 8 episodios    |
| 2023 | Vestidas de azul | Atresplayer Premium | Paca la Piraña | Elenco principal; 7 episodios    |
| 2025 | Piraña           | Atresplayer Premium | Paca la Piraña | Actriz protagonista; 6 episodios |

### Programas de televisión
| Año        | Título                                        | Cadena                     | Papel                           |
| ---------- | --------------------------------------------- | -------------------------- | ------------------------------- |
| 2010; 2022 | Deluxe                                        | Telecinco                  | Invitada                        |
| 2020       | El hormiguero                                 | Antena 3                   | Invitada                        |
| 2020       | Paca la Piraña, ¿dígame?                      | Atresplayer Premium / Neox | Presentadora                    |
| 2020       | Felix Año Neox                                | Neox                       | Presentadora junto a Marc Giró  |
| 2021       | La Sexta noche                                | La Sexta                   | Invitada                        |
| 2021       | Ilustres ignorantes                           | #0                         | Invitada                        |
| 2021       | Drag Race España                              | Atresplayer Premium        | Jurado invitada                 |
| 2021       | Paca te lleva al huerto                       | Atresplayer Premium        | Presentadora                    |
| 2023       | La última noche                               | Telecinco                  | Invitada                        |
| 2024       | Vestidas de azul. El Videopodcast             | Atresplayer                | Presentadora                    |
| 2024       | Late Xou con Marc Giró                        | RTVE                       | Invitada junto a Lola Rodríguez |
| 2024       | Lo mejor de nuestra tierra. Hoy cocinamos con | La Voz de Almería          | Invitada                        |
| 2024       | Tupper Club                                   | Televisión Canaria         | Concursante                     |
| 2024       | Tu cara me suena                              | Antena 3                   | Invitada                        |
| 2025       | Tardear                                       | Telecinco                  | Colaboradora                    |

### Teatro
| Año  | Título                      | Notas         |
| ---- | --------------------------- | ------------- |
| 2021 | El Gran Hotel de las Reinas | Recepcionista |
| 2022 | El Gran Hotel de las Reinas | Recepcionista |
| 2023 | El Gran Hotel de las Reinas | Ella misma    |

## Premios
| Año  | Premiación    | Categoría                            | Trabajo | Resultado | Ref.   |
| ---- | ------------- | ------------------------------------ | ------- | --------- | ------ |
| 2021 | Premios Feroz | Mejor actriz de reparto de una serie | Veneno  | Nominada  | [ 10 ] |